# Robotech Battlecry
Robotech: Battlecry là trò chơi điện tử thuộc thể loại hành động bắn súng góc nhìn thứ ba lấy bối cảnh thế giới của Robotech và là tựa game đầu tiên phát hành thành công cho dòng sản phẩm nhượng quyền thương mại. Game do hãng Vicious Cycle Software phát triển và TDK Mediactive nay không còn tồn tại phát hành, kết hợp với Harmony Gold USA dành cho các hệ máy PlayStation 2, GameCube và Xbox. Trò chơi có cốt truyện tập trung vào nhân vật mới được tạo ra trong game và với sự xuất hiện khách mời của các nhân vật chính Rick Hunter, Roy Fokker, Lisa Hayes và một phần của một nhiệm vụ trong game trực tiếp tập trung vào Lynn Minmei mà sau này sẽ còn gắn bó với dòng Robotech.

## Tổng quan
Trò chơi dựa theo những chiến công hào hùng của phi công ưu tú Jack Archer. Sau khi làm lính đánh thuê trong cuộc nội chiến toàn cầu (Global Civil War), sử dụng máy bay để chống lại Roy Fokker gây ấn tượng sâu sắc đến nỗi đủ để đề nghị Jack gia nhập RDF. Những màn đầu tiên của game chỉ gồm các khóa huấn luyện và phi vụ không kích cuối cùng của anh trong trận chiến trên đảo Macross (Battle of Macross Island), Jack chưa đến mức chấm dứt binh nghiệp trong SDF-1 khi phi đội này tiến vào không gian vũ trụ để đến Sao Diêm Vương và bỏ lại mọi thứ trên Trái Đất, tái nhập với bạn bè của mình khi họ trở về nhà lúc đầu. Phần lớn bối cảnh trong game đếu lấy thời kỳ hậu nguyên tử (Post-Rain of Death), liên quan đến Jack và Phi đội Sói (Wolf Squadron) của anh với nhiệm vụ bảo vệ hàng loạt khu định cư của con người chống lại lực lượng Zentraedi bất mãn dưới sự chỉ huy của lãnh chúa Zeraal.

## Phát hành
Robotech: Battlecry được phát hành trong một phiên bản game độc lập và một bản gộp có giá đắt hơn. Sau này được đựng trong một hộp bạc với đĩa game và bao gồm một gói 3 "X 5" thẻ bài có hình vẽ phác thảo nhân vật từ game được vẽ bởi Tommy Yune, một thẻ dạng thấu kính mô tả một chiếc chiến đấu cơ Veritech đang lâm trận, một áo thun ngắn tay Battlecry đóng gói vào một hộp hình đĩa với thẻ mang biểu tượng RDF trên đầu, bộ soundtrack của game trên đĩa CD và một cái thẻ căn cước mang số đặc biệt của Jack Archer.

## Lồng tiếng
- Cam Clarke vai Jack Archer
- Rebecca Forstadt vai Lynn Minmei, Izzy Randal
- Melora Harte vai Helena Chase
- Steve Kramer vai Skarrde
- Melanie MacQueen vai Lisa Hayes, Kiyora
- Tony Oliver vai Rick Hunter, Hiro Ishi
- Dan Woren vai Roy Fokker / Zeraal

## Đón nhận
Robotech: Battlecry nhận được đánh giá chủ yếu là tích cực khi phát hành. Electronic Gaming Monthly chấm cho game 8/10 điểm và nói rằng, "Đó là một công việc lạ thường để tái tạo nhanh các pha chiến đấu của mech bằng cách kết hợp hình ảnh động mượt và điều khiển tại chỗ." GameSpy thì cho 3.0/5 điểm và gọi nó là "một trò chơi kha khá nhưng không đáng kể. Cốt truyện, đồ họa, âm nhạc và phần lồng tiếng sẽ rất hấp dẫn đối với người hâm mộ của bộ này, nhưng tôi chẳng thấy được mặt nào sẽ mang thêm người hâm mộ mới cho game." GameSpot chấm với số điểm 6.8/10 và cho rằng, "trò chơi bị một số vấn đề mà ngay cả những người hâm mộ cuồng nhiệt nhất của sê-ri sẽ có lúc khó mà nhận ra, chí ít trong số đó cũng là các nhiệm vụ lặp đi lặp lại, điều khiển chậm chạp và các màn chơi đơn điệu."